# Sulinské rameno

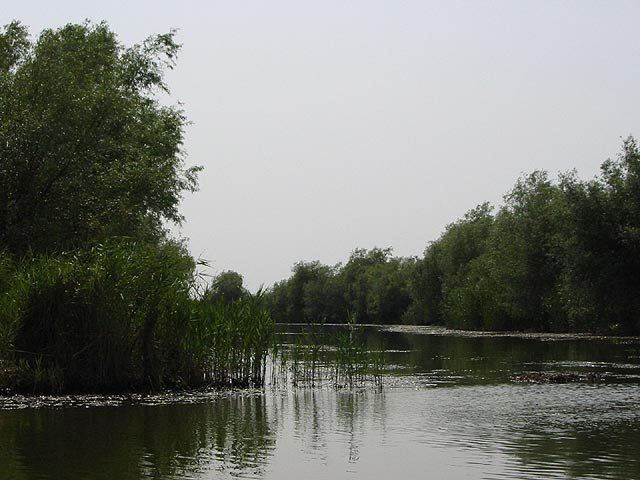
Sulinské rameno z roku 2009

Sulinské rameno (rumunsky Brațul Sulina) je prostřední ze třech hlavních ramen, kterými Dunaj ve své deltě vtéká do Černého moře. Je celé na území Rumunska. Jižněji položené Svatojiřské rameno se od něj odděluje pod Tulceou, naopak severní Kilijské rameno vedoucí po hranici s Ukrajinou se od něj odděluje ještě nad Tulceou. Ze tří zmíněných ramen je nejméně vodné, protéká jím jen necelých 19 % vody z Dunaje.
Sulinské rameno se jmenuje podle města Sulina, které leží blízko jeho ústí do Černého moře.